# 清水橋 (福島県)
清水橋（しみずはし）は、福島県相馬市にある道路橋である。

## 概要
- 全長：77.0m
  - 主径間：38.1m
- 幅員：9.0（14.0）m
- 形式：2径間連続非合成鋼鈑桁橋
- 竣工：1989年[1]

相馬市街地西部にて二級水系宇多川を渡り、福島県道34号相馬浪江線を通す。北詰は西山字表西山、南詰は中野字黒木田に位置する。現在の橋は1982年度より地方道橋梁整備事業として建設された。総工費は6億9000万円。橋上は上下対向2車線で供用され、両側に歩道が設置されている。相馬藩の城下町であることにふさわしい橋にするべく1980年度より当時の福島県副知事により提唱された「文化のための1パーセントシステム」に採択され、親柱や高欄のデザイン化や歩道のタイル舗装、橋脚部のテラスの設置などが行われた。橋の南側には福島交通清水橋バス停が設置されている。

## 沿革
- 1930年 - 先代の橋梁が建設される。
  - 全長：67.0m
    - 主径間：11.0m

  - 幅員：4.5m
  - 形式：6径間RC桁橋[3]
- 1982年度 - 旧橋梁の老朽化と、車両のすれ違いが困難な狭隘な幅員の解消のために架替が事業化される。
- 1989年 - 現在の橋梁が竣工する。

## 周辺
- 国道115号 - 当橋梁北側で交差する
  - 大手先郵便局
  - そうま土地改良区事務所
- 熊野神社